# Gelis melanocephalus
Gelis melanocephalus là một loài tò vò trong họ Ichneumonidae.